# Francesco Arcangeli (Mörder)
Francesco Arcangeli (* 18. Mai 1737 in Campiglio di Cireglio bei Pistoia; † 20. Juli 1768 in Triest) war der Mörder Johann Joachim Winckelmanns. Er ist namentlich durch die Mordakte Winckelmann überliefert.

## Tathergang
Schon vor dem Mord an Winckelmann war Arcangeli straffällig geworden, u. a. wegen Diebstahls an seinem Dienstherrn in Wien. Er durfte sich danach nicht in österreichischen Territorien aufhalten, wozu Triest damals gehörte. Winckelmann saß in Triest fest, weil er kein Schiff für die Überfahrt nach Venedig bekam. Bei der Suche war ihm Arcangeli behilflich.
Arcangeli war Winckelmanns Zimmernachbar im Hotel Locanda Grande, dem heutigen Grand Hotel Duchi d’Aosta in Triest. Winckelmann freundete sich mit ihm an und zeigte ihm Gold- und Silbermünzen, die er von Kaiserin Maria Theresia geschenkt bekommen hatte. Durch den Anblick der Münzen motiviert, versuchte Arcangeli zunächst, sein Opfer mit einem Seilstück zu erwürgen. Als das nicht gelang, weil Winckelmann relativ kräftig war, stach er ihn mit sieben Messerstichen nieder.
Winckelmann starb etwa sechs Stunden nach dem Anschlag und konnte so den Behörden noch Angaben zum Geschehenen machen.
Arcangeli versuchte, sich seiner Verhaftung durch Flucht zu entziehen, wurde jedoch ergriffen. Nicht nur auf Winckelmanns Aussagen, die trotz seiner lebensgefährlichen Verletzungen erstaunlich klar waren und auf Indizien wie blutige Schnur und Messer hinwiesen, sondern auch auf zahlreiche Zeugenaussagen konnten die Behörden bei der Aufklärung zurückgreifen. Dabei kam es zu Wiederholungsbefragungen sowohl des Angeklagten als auch der Zeugen. Arcangeli selbst, der mehrfach auszusagen hatte, sagte – wenigstens den Akten zufolge – mehrmals die Unwahrheit, da er auf eine Strafmilderung hoffte. Er versuchte sogar, die Schuld auf Winckelmann selbst abzuwälzen, weil der ihm durch das Zeigen der Münzen erst den Gedanken der Tat eingegeben habe. Die Behörden versäumten auch nicht, die Todesursache durch gerichtsmedizinische Gutachten von mehreren Sachverständigen klären zu lassen. Fünf der sieben Messerstiche im Körper Winckelmanns waren den Gutachten der Sachverständigen zufolge als lebensgefährlich einzustufen und wurden als ursächlich für Winckelmanns Tod angesehen.
Winckelmann wehrte sich so heftig, dass auch seine beiden Hände verletzt wurden, als er – den Gutachten zufolge – wiederholt in das Messer griff, um es von seinem Körper fernzuhalten.
Nachdem die Behörden in einer für damalige Verhältnisse äußerst akribischen Untersuchung Arcangelis Schuld zweifelsfrei erwiesen hatten, wurde er zum Tod verurteilt und noch im selben Jahr in Triest öffentlich durch Rädern hingerichtet. In einem Punkt blieben die Ermittlungen jedoch lückenhaft: Es wurde versäumt, den Fluchtweg Arcangelis aufzunehmen bzw. ihn danach zu befragen. Es scheint, dass einige mit Arcangelis Tat insoweit sympathisierten, dass sie seine Verfolger, die bei den Italienern ungeliebten österreichischen Behörden, auf falsche Fährten abzulenken versuchten.

## Überlieferung
Die Mordakte zu Winckelmann, die detailliert über den Hergang unterrichtet, wurde 1963 durch Cesare Pagnini wiederentdeckt. Neben dieser Mordakte gibt es ein Testament Winckelmanns, das er aber verletzungsbedingt nicht mit eigener Hand niedergeschrieben hat.
Domenico Rossetti hat etwa 40 Jahre nach dem Mord um Akteneinsicht gebeten, um eine detailgetreue Schilderung des Vorfalls geben zu können, und die Akteneinsicht auch erhalten. Seine Schilderungen von Winckelmanns letzter Lebenswoche anhand der Triester Gerichtsakten liegen gedruckt vor. In Rossettis Schilderung gewinnt der Tod Winckelmanns selbst im Spiegel der Faktenlage der Gerichtsakten geradezu Züge eines tragischen Heldenepos. Rossetti ist es auch in hohem Maße mit zu verdanken, dass Winckelmann nicht der Vergessenheit anheimgefallen ist. Bald nach der Tat war Winckelmann in Triest vergessen worden, so dass nicht mehr bekannt war, wo sich sein Grab befand. Johann Gottfried Seume kam 1802 auf seinem Spaziergang nach Syrakus hier an und übernachtete zufällig in demselben Hotel, in dem Winckelmann ermordet worden war. Der Hotelbau war in der Zeit von Winckelmanns Eintreffen wohl erst kurz zuvor fertiggestellt.
In der umfangreichen Winckelmann-Literatur sind im Laufe der bald 250 Jahre zahlreiche verschiedene Erklärungen zu den Motiven des Mordes erörtert worden. Die Spekulationen über die Hintergründe des Mordes sind seither nie verstummt, obwohl die äußeren Fakten bekannt sind. Immer wieder wurde darüber spekuliert, ob es sich um Raubmord, eine Auseinandersetzung unter Homosexuellen, einen Mord in diplomatischen Angelegenheiten, einen Auftragsmord der Jesuiten oder gar von konkurrierenden Archäologen gehandelt habe. Bei den letzteren denkbaren Möglichkeiten wäre Arcangeli also als Handlanger tätig geworden. Hein van Dolen bestritt sogar, dass es Winckelmann gewesen sei, der in Triest umgebracht wurde, ohne allerdings eine plausibel erscheinende Antwort darauf zu geben, wer sonst der Ermordete gewesen sei. Dolen äußert auch die Vermutung, dass Winckelmann dem Kaiser und der Kaiserin zum Zeitpunkt unmittelbar nach seiner Ermordung nicht mehr bekannt war. Das klingt indes nicht sehr glaubhaft. Als am wahrscheinlichsten darf wohl weiterhin die Standardinterpretation als Raubmord gelten.